# Gabriela Martínez Espinoza
Gabriela Martínez Espinoza (Ciudad Obregón, Sonora; 5 de octubre de 1967) es una política mexicana. Diputada Federal por el Distrito VI en Sonora, integrante del Grupo Parlamentario Morena en la LXV Legislatura del Congreso de la Unión para el periodo 2021-2024; actualmente participa como Secretaria en la Comisión de Turismo y Economía Social y Fomento al Cooperativismo, e integrante en la Comisión de Educación. Ha sido la primera mujer en llegar al cargo de Regidora en Cajeme, responsabilidad que ocupó en el periodo 2015-2018.

## Trayectoria académica y profesional
Martínez Espinoza estudió hasta el nivel preparatoria en Sonora, en esa temporada cursó un año en modalidad de High school en los Estados Unidos.  
Tras su regreso a México, la actual Diputada comenzó estudios de Licenciatura en Administración de Empresas Turísticas en la Universidad Autónoma de Guadalajara, carrera que abandonó para estudiar su verdadera pasión, Licenciatura en Educación en la misma institución. 
Posteriormente se inscribió en la Maestría en Educación en la Universidad Pedagógica Nacional y actualmente se encuentra en el proceso para la obtención de grado. Luego de concluidos sus estudios, en la ciudad de Cajeme se desempeñó como docente de inglés durante 16 años consecutivos. 
Como profesora se ha destacado en el magisterio por su lucha e interés por la educación de las y los niños, el mejoramiento de la calidad de la enseñanza en México, así como por los trabajos para incrementar derechos laborales de las y los maestros frente a grupo.

## Trayectoria política
Su contacto con la política se dio con el televisado desafuero del entonces Jefe de Gobierno del Distrito Federal, Andrés Manuel López Obrador. 
El interés inició al conocer al político tabasqueño en las conferencias matutinas que entonces daba todos los días dese el Palacio de Gobierno, así como por la controversia que suscitó el proceso político de desafuero. 
Desde entonces apoya el proyecto del ahora Presidente de México. Es fundadora del partido político Movimiento de Regeneración Nacional.
En 2015 se convirtió en la primera mujer de Cajeme en ser Regidora de la Administración Municipal y ha permanecido políticamente activa desde la creación de Morena. Al ser la primera mujer y emanada de un partido minoría, no le fue sencillo abrirse camino en la política, sin embargo, logró el reconocimiento de los ciudadanos por su defensa de la comunidad en las políticas públicas del Gobierno Municipal, así como por su impulso por la transformación de México. 
En 2021 participó como candidata por la Diputación Federal del Distrito VI en Sonora, obteniendo el triunfo. El 29 de agosto se realizó la Sesión Constitutiva de la LXV Legislatura de la Cámara de Diputados donde Gabriela Martínez Espinoza tomó protesta como Legisladora Federal.
Actualmente la diputada es Secretaria en la Comisión de Turismo y Economía Social y Fomento al Cooperativismo, e integrante en la Comisión de Educación. Responsabilidad que le ha llevado a poner pausa a su trayectoria como docente de inglés.   
- Datos: Q109405283